# Esgrima nos Jogos Olímpicos de Verão de 1904
A esgrima nos Jogos Olímpicos de Verão de 1904 foi realizado em Saint Louis, Estados Unidos. Cinco eventos foram disputados, sendo que pela primeira vez foi incluído uma prova por equipes (florete). Também pela primeira e única vez, uma prova de bastão foi realizado. Somente foram realizadas provas masculinas.

## Florete
| Pos.   | País       | Atletas               |
| ------ | ---------- | --------------------- |
| Ouro   | Cuba (CUB) | Ramón Fonst           |
| Prata  | Cuba (CUB) | Albertson Van Zo Post |
| Bronze | Cuba (CUB) | Charles Tatham        |

### Semifinal
Os esgrimistas enfrentaram cada um dos adversários no grupo. Os dois com melhor desempenho em cada grupo avançou a final.
| Semifinal Grupo A |                               |   |   |
| 1.                | CUB Ramón Fonst               | 4 | 0 |
| 2.                | CUB Albertson Van Zo Post     | 3 | 1 |
| 3.                | USA Charles Fitzhugh Townsend | 2 | 2 |
| 4.                | USA Theodore Carstens         | 1 | 3 |
| 5.                | USA William Grebe             | 0 | 4 |
| Semifinal Grupo B |                               |   |   |
| 1.                | GER Gustav Casmir             | 3 | 0 |
| 2.                | CUB Charles Tatham            | 2 | 1 |
| 3.                | USA Wilfred Holroyd           | 1 | 2 |
| 4.                | USA Arthur Fox                | 0 | 3 |

### Final
| Final |                           |   |   |
| 1.    | CUB Ramón Fonst           | 3 | 0 |
| 2.    | CUB Albertson Van Zo Post | 2 | 1 |
| 3.    | CUB Charles Tatham        | 1 | 2 |
| 4.    | GER Gustav Casmir         | 0 | 3 |

## Florete por equipes
| Pos.   | País                 | Atletas                                                   |
| ------ | -------------------- | --------------------------------------------------------- |
| Ouro   | Equipa mista (ZZX)   | CUB Ramón Fonst CUB Albertson Van Zo Post CUB Manuel Díaz |
| Prata  | Estados Unidos (USA) | Charles Tatham Charles Townsend Arthur Fox                |
| Bronze | -                    | nenhum                                                    |

Os resultados dos esgrimistas na competição individual foi considerado e a equipe de Cuba levou vantagem sobre os Estados Unidos.
| Final |                |       |       |
| 1.    | Cuba           | 1 (7) | 0 (2) |
| 2.    | Estados Unidos | 0 (2) | 1 (7) |

## Espada
| Pos.   | País       | Atletas               |
| ------ | ---------- | --------------------- |
| Ouro   | Cuba (CUB) | Ramón Fonst           |
| Prata  | Cuba (CUB) | Charles Tatham        |
| Bronze | Cuba (CUB) | Albertson Van Zo Post |

Resultados mais específicos são desconhecidos, sabe-se apenas a ordem final dos participantes.
| Final |                               |
| 1.    | CUB Ramón Fonst               |
| 2.    | CUB Charles Tatham            |
| 3.    | CUB Albertson Van Zo Post     |
| 4.    | GER Gustav Casmir             |
| 5.    | USA Charles Fitzhugh Townsend |

## Sabre
| Pos.   | País                 | Atletas               |
| ------ | -------------------- | --------------------- |
| Ouro   | Cuba (CUB)           | Manuel Díaz           |
| Prata  | Estados Unidos (USA) | William Grebe         |
| Bronze | Cuba (CUB)           | Albertson Van Zo Post |

O duelo entre Dias e Post não foi realizado, assim como o duelo Grebe e Cartens. Grebe marcou 20 pontos em três lutas contra 18 pontos de Post e ficou com a medalha de prata.
| Final |                           |   |   |
| 1.    | CUB Manuel Díaz           | 3 | 0 |
| 2.    | USA William Grebe         | 2 | 1 |
| 3.    | CUB Albertson Van Zo Post | 2 | 1 |
| 4.    | USA Theodore Carstens     | 1 | 2 |
| 5.    | USA Arthur Fox            | 0 | 4 |

## Bastão
| Pos.   | País                 | Atletas               |
| ------ | -------------------- | --------------------- |
| Ouro   | Cuba (CUB)           | Albertson Van Zo Post |
| Prata  | Estados Unidos (USA) | William O'Connor      |
| Bronze | Estados Unidos (USA) | William Grebe         |

| Final |                           |    |
| 1.    | CUB Albertson Van Zo Post | 11 |
| 2.    | USA William O'Connor      | 8  |
| 3.    | USA William Grebe         | 2  |

## Quadro de medalhas da esgrima
| Ordem | País               | Medalha de ouro | Medalha de prata | Medalha de bronze |   |
| ----- | ------------------ | --------------- | ---------------- | ----------------- | - |
| 1     | CUB Cuba           | 4               | 2                | 3                 | 9 |
| 2     | ZZX Equipa mista   | 1               |                  |                   | 1 |
| 3     | USA Estados Unidos |                 | 3                | 1                 | 4 |